# 胸腔积液
胸腔积液是指在胸膜腔內积聚多余液体，导致腔内通常保持的负压被破坏。其實胸膜腔本身就是肺部周圍充满液体的空间，但胸膜腔內过多的液体会限制肺部扩张從而影響呼吸。根据胸腔內积液的性质以及引起胸腔积液进入胸膜腔的原因，胸腔积液可以分為胸腔积水、胸腔积脓、胸腔积血、胸腔积糜、胸腔积尿等。而氣胸則是指空气積聚在胸膜腔中。